# 나미오카정
나미오카정(浪岡町)은 아오모리현 쓰가루 지방에 존재했던 정이다. 2005년 4월 1일 아오모리시와 합병해 소멸하였다.

## 지리
쓰가루 평야의 중동부에 위치해 미나미쓰가루군 서남부에 향해 평야가 열리고, 북부는 쓰가루 산지의 남단, 동부는 오우산맥이 있다. 한가운데는 이와키강과 나미오카강이 흐른다.

## 연혁
- 1889년 4월 1일 - 정촌제에 의해 나미오카촌이 탄생하였다.
- 1940년 6월 1일 - 나미오카촌에서, 정제를 시행해 나미오카정으로 승격하였다.
- 1954년 12월 15일 - 나미오카정, 오고촌, 오스기촌, 노자와촌, 오가사와촌과 합병해 나미오카정이 되었다.
- 1956년 9월 30일 - 기타쓰가루군 나나와촌을 편입하였다.
- 2005년 4월 1일 - 아오모리시와 신설 합병하였다.
- 2006년 10월 1일 - 중핵시로 이행되었다.
- 2007년 9월 1일 - 구 나미오카정의 마스다테 와카야기, 마스다테 미야모토, 고야마마에 야마이, 요시노다 요시노가 아오모리시에서 후지사키정으로 편입하였다.

## 교통

### 철도
- 동일본 여객철도 오우 본선

### 도로
- 국도 101호선